# ローラント・カイン
ローラント・カイン(Roland Kayn , 1933年9月3日 - 2011年1月5日)はオランダ在住であったドイツ出身の現代音楽・電子音楽の作曲家。

## 略歴
ロイトリンゲン生まれ。ピアノとチェロを習ったが作曲に転向。芸歴は極めて早く17歳で最初の現代音楽を試作した。オルガンも後日こなし、卒業試験はオルガンで突破したほどの腕前であった。ヘルベルト・アイメルトに出会い前衛音楽に開眼。その後ボリス・ブラッハーのマスタークラスを受けて、頭角を現した。フランコ・エヴァンジェリスティ、カミロ・トンニ、アロイス・コンタルスキーとはダルムシュタット夏季現代音楽講習会のころから仲の良い友人であった。日本で彼の名が知られているのは、軽井沢で行われた二十世紀音楽研究所主催作曲コンクールで武満徹、松下眞一とならんでカインも「海外作曲家最優秀賞」を受賞したことによる。日本との接点は、亡くなるまで続いていた。
その後1962年と1963年にイタリア現代音楽協会主催ローマ国際現代音楽作曲コンクールで第2位を得たころにはすっかり彼は図形楽譜の使い手として知られており、その楽譜はエアハルト・カルコシュカの「現代音楽の記譜法」で確認できる。その頃からドイツよりはイタリアで知られる存在となり、さらなる表現の拡張のため電子音楽へ移行した。作品数は膨大だが、エヴァンジェリスティらが巧妙で苛烈なミニアチュールの制作にこだわったのに対し、カインはあくまでもフェルト状音響の長時間の廻しに死の前年までこだわりつづけた。そのひとつの頂点が「Tektra」である。一つの音響の帯を記憶が途切れるまで餅のように長く引き伸ばすスタイルは、その後もさほどの変化がなかった。
前衛の時代が終わると彼はオランダに移住し、ピアノやオーケストラの作曲も1990年代に途絶えて、2000年以降は電子音楽作品を驚異的なペースで量産し続けた。その頃に自主レーベルを設立して家族でCD制作をしていた。「電子交響曲」はそのころの作品である。晩年には「A LITTLE ELECTRONIC MILKY WAY OF SOUND (2009)」と名付けられた全14時間の電子音楽作品を完成させ、オランダの放送局から7時間ずつ日曜の0:00-7:00の二週にわたって放送初演された。これは彼の死の数カ月前であった。フローニンゲンのペーケラで77歳で死去。

## 没後
没後、遺族はScanning、Tektra、A Little Electronic Milky Way of Soundを新リマスターで販売している。リマスターはジム・オルークによって行われている。

## 主要作品
- Meditation für Orgel, 1953
- Absurde Kantate für Bariton, Sprecher, Chor und Instrumente, 1954
- Divertimento für zwei Klaviere, 1955
- Songs nach Texten von Günter Bruno Fuchs, 1955
- Metamorphosen für Klarinette und Orchester, 1955
- Spektren für Streichquartett, 1957
- Quanten, für Klavier, 1957
- Aggregate für Orchester, 1958–59
- Impulse für sieben Lautsprechergruppen, 1960
- Vectors I für Kammerorchester, 1960
- Phasen - Obelisk für Auschwitz für Vokalklänge und vier Schlagzeuggruppen, 1961–62
- Schwingungen für fünf Klanggruppen, 1961–62
- Galaxis – multiple Klangstruktur für variables Instrumental-Ensemble, 1962
- Inerziali für fünf bis zwanzig Spieler, 1963
- Allotropie, 1964
- Diffusions für 1-4 elektronische Orgeln, 1965
- Cybernetics II, 1968–70
- Cybernetics III, 1969–77
- Monades, 1971
- Simultan, kybernetisch-elektronisches Projekt für 1-5 Räume, 1972
- Circuits Intégrés für 1-4 Klaviere, 1-6 Schlagzeuger, Live-Elektronik und Tonband, 1972
- Macro I-III, 1977
- Ready-Made I-II, 1982
- Assemblage, Collage und Décollage, 1984
- Cybernetic Serendipity, 1987
- An Artifical Acoustic Environment, 1989
- Transfluxion, 1990
- Interfaces, 1993
- Multiplex für Orchester, 1994–97
- Zehn Elektronische Symphonien, 1996–2000
- Megafonie und Ultra, Bandkompositionen, 2001
- Requiem pour Patrice Lumumba, 2002
- THE ASSURGENTY PROGRESSIONS, 2007
- A LITTLE ELECTRONIC MILKY WAY OF SOUND, 2009